# Power dressing
Pour les articles homonymes, voir Power.
Le power dressing (« s'habiller pour le pouvoir ») est un courant de mode vestimentaire majeur apparu dans les années 1970 et qui connait son apogée dans les années 1980. Celui-ci se réfère à un style de vêtements et de coupes de cheveux destinés à faire preuve d'autorité, de compétence, d’efficacité, de puissance, d'audace, d'assurance, en particulier dans les milieux professionnels des affaires. Bien que les références de ce courant s'appliquent très majoritairement aux femmes, le look est le même pour les deux sexes : cheveux mi-longs séparés, un style formel et conservateur, voire sévère.
Le Power dressing devient emblématique des années 1980 et reste symbolisé par le film Working Girl ou les créations de Giorgio Armani.

## Historique

### Molloy
Au milieu des années 1970, les livres Dress for Success (en). et sa suite The Women's Dress for Success Book ont popularisé le concept du Power dressing. L'auteur y conseille, dans le second, l'usage du « simple costume de laine sur mesure en bleu marine neutre ou gris bleu ardoise, porté avec des chemisiers non sexués, imitant l'uniforme de rang, qui, par conception, faisait autorité »,. 

### Préambule historique
De tout temps, le vêtement sert à assoir un statut social,. Tout au long de la seconde moitié du XXe siècle, la condition féminine change profondément. La mode devient une représentation de ces bouleversements que ce soit le retour à la séduction incarné par le New Look après la Guerre, l'influence de la mode « pratique » de Gabrielle Chanel, la révolution du shopping, de la minijupe et du prêt-à-porter dans les années 1960, ou les tenues fantaisies et confortables des années 1970 qui ira jusqu'à la mode hippie. La fin de cette décennie voient l'avènement de la mode Punk ; ce mouvement de mode met les hommes et les femmes, par son absence fréquente de séduction, sur pied d'égalité.
Mais comme lors de la décennie passée, une multitude de nouveaux styles différents arrivent à l'aube des années 1980, période de croissance, dont certains vont représenter les changements de statut de la femme. Comme l'idée développée précédemment avec Le smoking de Saint Laurent, l'adoption du vestiaire masculin pour la femme est l'une de ces nouvelles tendances qui revient, ainsi que globalement l'orientation vers une mode plus ostentatoire et onéreuse, rejetant les modes hippie et punk.

### Années 1980
Le power dressing connait son point culminant à la suite de la relance de l'économie des années 1980 et du fait que de plus en plus les femmes travaillent dans des univers masculins à des postes de responsabilité ; l'argent et l'apparence vont jouer un rôle primordial et le power dressing incarne alors une sorte d'idéal féminin. Comme prémisses, dès la fin des années 1970 Thierry Mugler et Claude Montana surtout, devenus symboles de ce courant de mode, présentent dans leurs collections des modèles aux épaules très larges,. Inspiré du glamour des années 1940, mais également, à l'opposé, du vestiaire militaire, le power dressing est caractérisé symboliquement par un ensemble tailleur avec jupe courte pour la journée, et parfois une jupe « pouf » sophistiquée — dont Christian Lacroix deviendra l'emblème — pour le soir. Les teintes sont sobres, et la veste est assortie systématiquement au bas, que ce soit la jupe, ou le pantalon pour les deux sexes.
Outre les épaules élargies, certains éléments de la garde-robe dominent : le pantalon ou jupe foncés, ainsi que des détails colorés dans les accessoires tel que des foulards ou des broches et bijoux pour diminuer l'austérité de la tenue. Le style peut également être caractérisé par de grands cols, une taille marquée voir fine et tenue souvent par une ceinture le plus souvent large afin d'obtenir la silhouette « en V » ou « en triangle », les escarpins à talons aiguilles, toujours hauts, maquillage, vernis à ongles classique, coiffures imposantes, le manteau, les gants. Le Filofax, gros de préférence et assorti de son stylo Montblanc, est un accessoire indispensable, au même titre que le sac à main et la montre. Le cuir, par son côté froid et sensuel, revient sur le devant, la soie et le cachemire des textiles essentiels ainsi que le vinyle. 
Ce style sobre et sévère est une « affirmation d'autorité »,, mais aussi une recherche d'élégance, « les femmes cherchent à gagner en considération » ; c'est également une forme d'émancipation féminine dans la continuité de la révolution féminine des années 1970 ; les sous-vêtements deviennent alors vêtements comme une marque de défi. Cette dernière tendance vient en parallèle du sportswear qui culmine à cette époque avec les justaucorps, leggings, body , ou autre tenues d'aérobic et de sport qui sont utilisés tous les jours dans la rue. Le parallèle au sportswear est fait aussi sur le culte du corps, « un physique sain et une silhouette svelte », qui prévaut à l'époque.
En parallèle au Power dressing, parfois tapageur et revendicatif, s'instaure une mode féminine élégante, discrète, sophistiquée mais simple d'apparence, utilisant des étoffes luxueuses et des teintes sobres à l'image des créations de Giorgio Armani ces années là ou Calvin Klein qui, selon-lui, donne aux « femmes dirigeantes une allure raffinée et noble », puis Donna Karan. Fin 1987, la crise boursière vient frapper également le monde de la mode, et les créations deviennent plus austères, préfigurant les tendances des années à venir, représentées par Helmut Lang ou Jil Sander ; ce virage vers l’absence de flamboyance se développera plus encore dans la mode des années 1990 avec la mise en avant des stylistes « minimalistes ».

#### Médias des années 1980
Dès septembre 1976, le Vogue américain publie la tendance dans ses pages. À l'aube des années 1980, la plupart des médias glorifient ce style de vie et la mode qui en découle ; il va perdurer durant toute la décennie.
Dallas et Dynasty, avec leurs héroïnes portant des robes à épaules larges, rehaussées de bijoux clinquants, brocarts, dentelles, fourrure, deviennent des séries phares de l'époque,, et impose le vêtement et ses accessoires comme symbole de la réussite sociale, jusqu’à en représenter les excès. Ces deux séries seront à la fois catalyseur de ce style et source d’inspiration pour d'autres. Deux flics à Miami avec les costumes Hugo Boss et Armani, est aussi une série influente.
Les films American Gigolo,, mais surtout Working Girl qui reste la référence,,, inspirent ou reprennent les codes du courant de mode tout au long de la décennie.

### Années 1990 et après
Emblématique des années 1980 le power dressing de la femme « dominatrice, » est symbolisé dans ses extrêmes à la fin de la période par le corset aux seins pointus de Jean Paul Gaultier porté par Madonna sur scène,,. Mais l'histoire retient les créations aux carrures épaulées de Claude Montana, les tailleurs structurés de Thierry Mugler,, et surtout la « version plus décontractée et épurée » de Giorgio Armani,,.
Durant les années 1990, le power dressing n'est plus de mise ; le mouvement Anti-fashion (« anti-mode ») bouleverse tout, reléguant la mode des années 1980 au passé.
De nos jours, si la tendance existe toujours au sein des collections,, elle n'est plus représentative d'une époque. Certains noms sont régulièrement cités comme proposant un vestiaire à la fois « sexy et professionnel » tels que Oscar de la Renta, Marc Jacobs, Nicolas Ghesquière, Phoebe Philo, Stella McCartney, Victoria Beckham ou Alexandre Vauthier,,…